# Seo (Daejeon)
Seo es un distrito de Daejeon, Corea del Sur. El Metropolitan City Hall de Daejeon se encuentra allí.

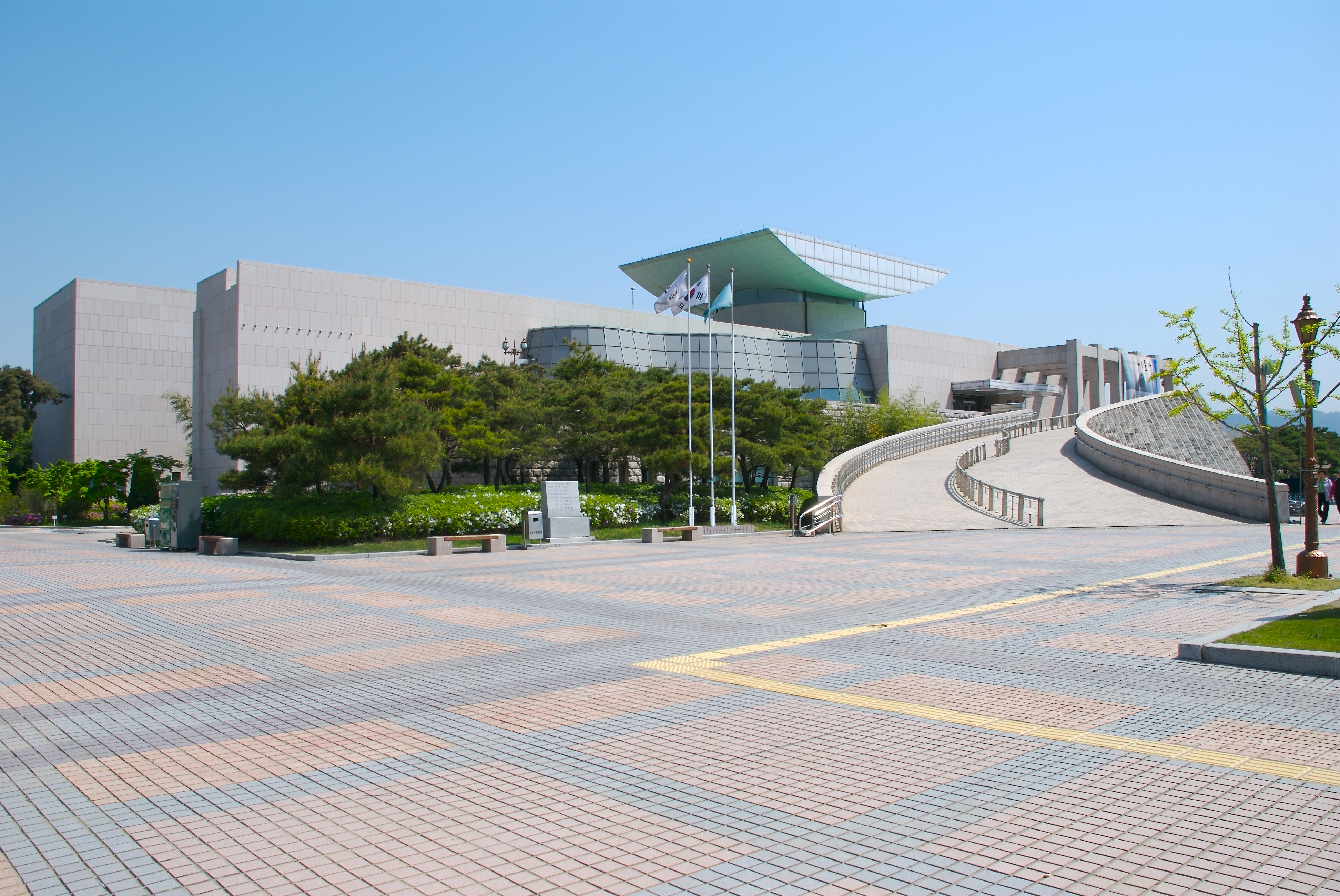
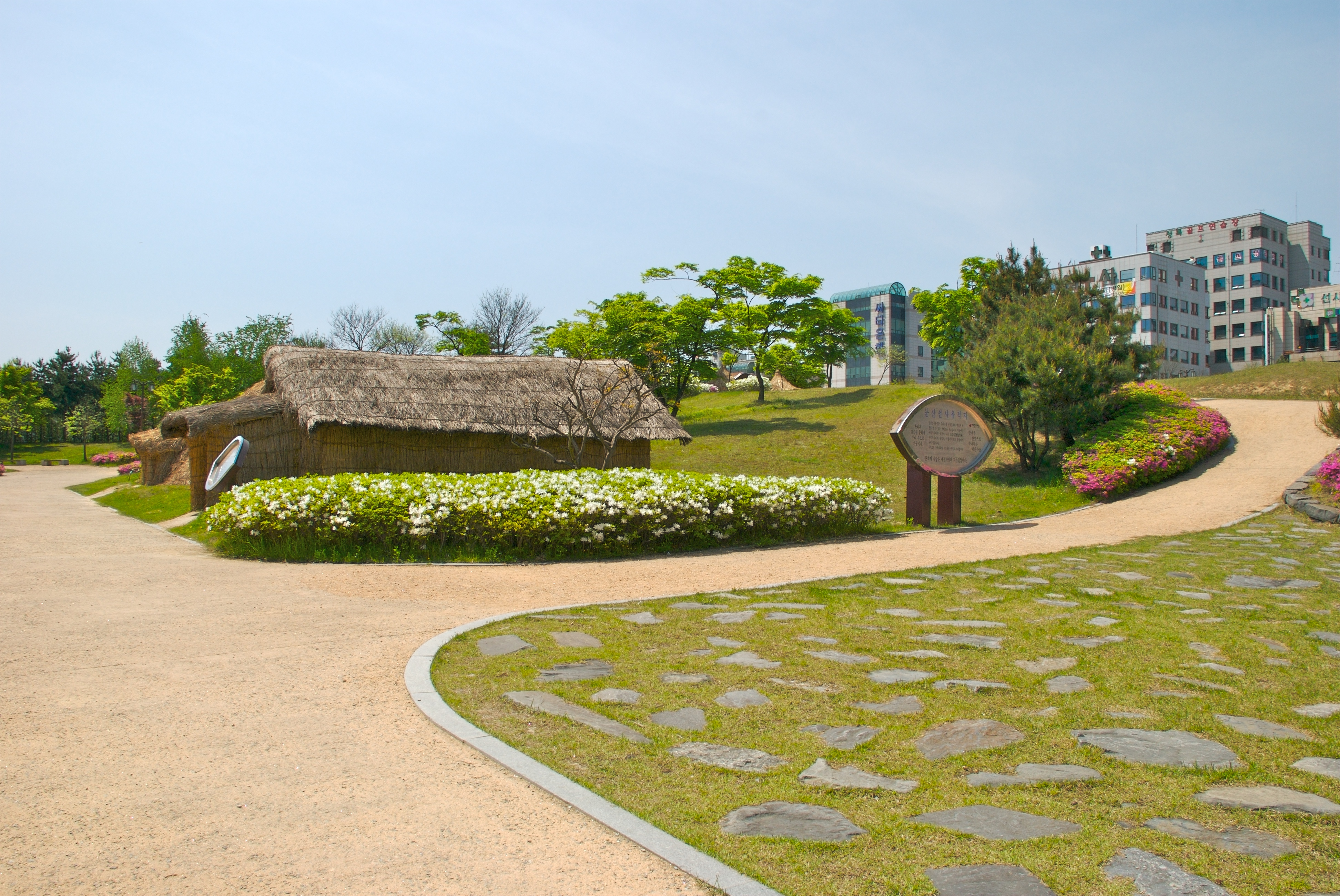